# Diócesis católicas del siglo III
Este artículo presenta las circunscripciones territoriales católicas (diócesis y arquidiócesis, incluyendo los Patriarcados de Babilonia y Cilicia) que trazan su historia hasta el siglo III (los hipervínculos de cada circunscripción se colocarán en el último punto de su evolución). Fue a mediados de este siglo que se suprimió la diócesis de Andújar (España), del siglo I, con la erección de la diócesis de Tucci; por la misma época se erigieron las diócesis de Carpentras y de París, en Francia. En 294, se erigió la diócesis de Cilicia, de rito armenio. También en este siglo, se elevó la diócesis de Lyon, del siglo II, a arquidiócesis metropolitana.

## Fuente
- «Giga-Catholic Information».

- Datos: Q5811923